# Louis de Neufgermain
Louis de Neufgermain (1574-1662) est un poète français de l'âge baroque. 

## Biographie
C'est au service de Gaston d'Orléans, frère de Louis XIII, que celui-ci lui donna le titre étrange de « poète hétéroclite », dénomination ironique que le poète aurait pris en bonne part. Cette qualité est du reste officialisée dans le privilège du roi de ses Poésies et Rencontres publiées en 1630 et 1637. Son caractère extravagant et la tournure originale de son esprit en firent le jouet des beaux-esprits de son temps.
Tallemant des Réaux rapporte que c'est le marquis de Rambouillet qui suggéra à Neufgermain l'idée d'écrire des vers en jouant sur les syllabes composant les noms de ses amis, ce dont il se fit une spécialité. Comme cet exercice était délicat, il avait parfois recours à certaines licences poétiques (usage de mots latins, enfantins, ou dialectaux) qu'il explicitait en note dans ses recueils.
Sa fille  Louise épousa le peintre Pierre Brébiette.

## Exemple
Selon cette méthode, il composa par exemple un poème dédié au duc d'Orléans sur le prénom Gaston, avec des rimes en Gas et ton :
« À Monseigneur Frère unique du Roi, les deux dernières syllabes du nom faisant les vers ».
Sont-ce monts enlevés que j'oi comme un fragas, [note de l'auteur :"langage gascon pour dire fracas"]

Par la fureur des vents, ou sichet [?] Phaeton,

Avec ses coursiers dépit de ses dégâts,

Plus qu'un aveugle n'est quand il perd son bâton.

Ou peuples attroupés margaias, maragas,

A l'envie courant en tous lieux et cantons,

Par terre et par les airs sur le cheval pegas,

Adorer le Soleil dans les yeux de Gaston ? (...)
— Jacquin, Les Poésies et rencontres, Paris, p. 1
Pris au jeu, Gaston d'Orléans, dédicataire du poème et du recueil, se fendit d'un quatrain à l'imitation de son poète hétéroclite. C'est un fait exceptionnel car il n'était pas d'usage que les hommes de son rang écrivent des poèmes d'éloge liminaires.
« Par Monseigneur Frère unique du Roi, à l'imitation de l'auteur les syllabes du nom finissans les vers ».
Bien que je sois un Poëte Neuf,

Qui ne rima oncques en Ger,

Je veux parler jusqu'à demain,

Des vertus du grand NEUFGERMAIN.
— Jacquin, Les Poésies et rencontres, Paris, non paginé
Il portait une longue barbe qui fut également l'objet d'anecdotes et de plaisanteries.